# Tito Meneghetti
Tito Meneghetti (Agordo, 27 aprile 1972) è un ex hockeista su ghiaccio, allenatore di hockey su ghiaccio e dirigente sportivo italiano.

## Biografia
Proviene da una famiglia zoldana di hockeisti; anche altri sei fratelli sono stati infatti giocatori di hockey su ghiaccio: Luca, Omar, Ivan, Boris, Igor e Sasha.
Ha giocato in massima serie con le maglie dello Zoldo (nelle stagioni 1991-1992 e 1999-2000), dei Milano Vipers (2000-2001) e Alleghe (per i play-off della stagione 2001-2002, quando la squadra giunse in finale, e poi dal 2004 al 2007). In seconda serie ha vestito a lungo la maglia dello stesso Zoldo (stagione 1990-1991, poi dal 1993 al 1999 e nuovamente dal 2002 al 2004).
Ha fatto parte del gruppo che nel 2010 ha rifondato la USG Zoldo, ricoprendo per dodici anni il ruolo di direttore sportivo e di allenatore; nel 2022 è subentrato al fratello Ivan come presidente della società.
Durante la sua presidenza, nel 2023, la società iscrisse per la prima volta una squadra al massimo campionato femminile e Tito Meneghetti ne fu il primo allenatore.